# Potamotrygon amandae
Potamotrygon amandae es una especie del género de peces de agua dulce Potamotrygon, de la familia Potamotrygonidae, cuyos integrantes son denominadas comúnmente raya de río o chucho de río. Habita en ambientes acuáticos cálidos del centro-este de Sudamérica. 

## Taxonomía
Esta especie fue descrita originalmente en el año 2013 por los ictiólogos Thiago Silva Loboda y Marcelo Rodrigues de Carvalho. Fue descubierta como nueva especie como parte de los resultados obtenidos de una revisión sistemática del complejo de especies de Potamotrygon motoro que habitan en la cuenca del Paraná-Paraguay. Su diferenciación se basa en características morfológicas internas (componentes del esqueleto) y externas, como espinas caudales, coloración dorsal y ventral, dentículos dérmicos, canales del sistema de la línea lateral, etc.
El ejemplar holotipo es el catalogado como MZUSP 110910, una hembra adulta de 341 mm de diámetro. La localidad tipo es: río Paraguay, subdistrito Albuquerque, distrito de Corumbá, estado de Mato Grosso del Sur, Brasil (19°41′S 57°38′O / -19.683, -57.633). Fue capturada el 11 de diciembre de 2003 por F. P. L. Marques, F. Reyda y W. Santana.
Etimología
Etimológicamente, el nombre genérico Potamotrygon viene del griego, donde potamos significa 'río', y trygon que significa 'raya picadora'. El término específico amandae honra de manera póstuma al biólogo
Amanda Lucas Gimeno, quien era un colega de pregrado de Thiago Silva Loboda.

## Distribución
Se distribuye en el centro-este de América del Sur, en la cuenca del Plata, en el este de Bolivia, Brasil, Paraguay y el nordeste de la Argentina, llegando por el sur por lo menos hasta las aguas del río Paraná medio frente a la provincia de Santa Fe.
Esta especie es característica de la ecorregiones de agua dulce Paraguay y Paraná inferior. En las aguas del alto río Paraná su límite superior se encontraba en los grandes Saltos del Guairá, pero con la construcción de la represa de Itaipú  —la cual cubrió esas cataratas con un enorme embalse— logró invadir la ecorregión de agua dulce Paraná superior (ubicada en el tramo del río inmediatamente anterior a los saltos), pues el dique de dicha represa posee un canal construido ex profeso para posibilitar la migración desde aguas abajo hacia el embalse.

## Costumbres
Sus costumbres son aplicables a los demás miembros de su género, los que habitan en el fondo limoso o arenoso de los ríos y arroyos, pasando fácilmente desapercibidos gracias a su coloración críptica.
Como método de defensa, estos peces están provistos de una fina y punzante espina situada sobre el dorso de la cola; cuando algún bañista accidentalmente los pisa, la raya arquea el cuerpo y su cola, para inmediatamente clavarle profundamente su aguijón en algún músculo de la pierna del desafortunado, lo que le producirá una herida ulcerante, de rebelde de curación. Por esta razón son animales odiados y temidos, empleando los pobladores ribereños técnicas para evitar los accidentes con este pez, la más común es azotar las aguas de un sector adecuado para el baño, empleando ramas o palos, con el objetivo de hacer huir a los posibles ejemplares que se encontrasen allí.   
Se alimentan principalmente de otros peces a los que captura con la técnica del acecho, permaneciendo inmóvil y semienterrada a la espera del paso de alguna presa, la que será atacada por sorpresa.